# Johann Wilhelm von Müller
Pour les articles homonymes, voir Johann Müller (homonymie) et Müller.
Le Baron Johann Wilhelm von Müller né le 4 mars 1824 et mort le 24 octobre 1866, est un explorateur et ornithologue wurtembergeois.
Il visite en 1856 le centre et le sud du Mexique.